# IC 4972
IC 4972 је спирална галаксија у сазвјежђу Паун која се налази на листи објеката дубоког неба у Индекс каталогу.
Деклинација објекта је - 70° 54' 49" а ректасцензија 20h 17m 43,0s. Привидна величина (магнитуда) објекта IC 4972 износи 14,6 а фотографска магнитуда 15,4. IC 4972 је још познат и под ознакама ESO 73-34, PGC 64436.